# Chelonoidis denticulata
La tortuga terrestre de patas amarillas, motelo (en el Perú), morrocoy de la selva o morrocoy amazónico (Chelonoidis denticulata) es una tortuga que vive en el bosque tropical húmedo. Originaria de Suramérica, se encuentra en las selvas de Colombia, Venezuela, Guayanas, Trinidad y Tobago, Brasil, Ecuador, Perú, y Bolivia. 

## Morfología
La tortuga de patas amarillas es mucho mayor que su vecina, la tortuga de patas rojas (Geochelone carbonaria), y es la mayor tortuga terrestre continental de toda América del Sur. Su caparazón mide de 50 a 65 cm en los machos y entre 65 cm y 75 cm en las hembras, es de color marrón oscuro (nunca negro) con círculos más claros o amarillos. El pecho es marrón con cuadros amarillos, aplanado en las hembras y cóncavo en los machos. Tiene múltiples manchas amarillas en las patas y en la cabeza, por eso es conocida como la tortuga de patas amarillas. La piel es de color negro brillante con marcas amarillas en la cabeza y en la mandíbula inferior.

## Hábitat natural
Hay un cierto desacuerdo sobre qué hábitat es el preferido de las tortugas de patas amarillas. Algunos expertos consideran que su hábitat son los pastos y los bosques secos tropicales y subtropicales, y que el hábitat de la selva tropical es marginal. Otros sugieren que los bosques húmedos son su hábitat preferido. En cualquier caso se encuentran en zonas forestales secas, prados y sabanas, o en hábitats más abiertos. La tortuga de patas rojas comparte algunos hábitats con la tortuga de patas amarillas. En los rangos que se comparten en Surinam, la tortuga de patas rojas ha salido de los bosques para ir a los pastos (que son el resultado de la tala y quema para la agricultura), mientras que la tortuga de patas amarillas se ha mantenido en el de los bosques. 

## Comportamiento
Las tortugas se identifican entre sí mediante el lenguaje corporal. La tortuga macho hace movimientos de la cabeza hacia otros machos, pero las hembras no hacen estos movimientos de la cabeza. Las tortugas machos también giran la cabeza hacia atrás y hacia adelante en un ritmo continuo como ritual de apareamiento. El apareamiento se produce durante todo el año en la tortuga de patas amarillas. 

## Alimentación

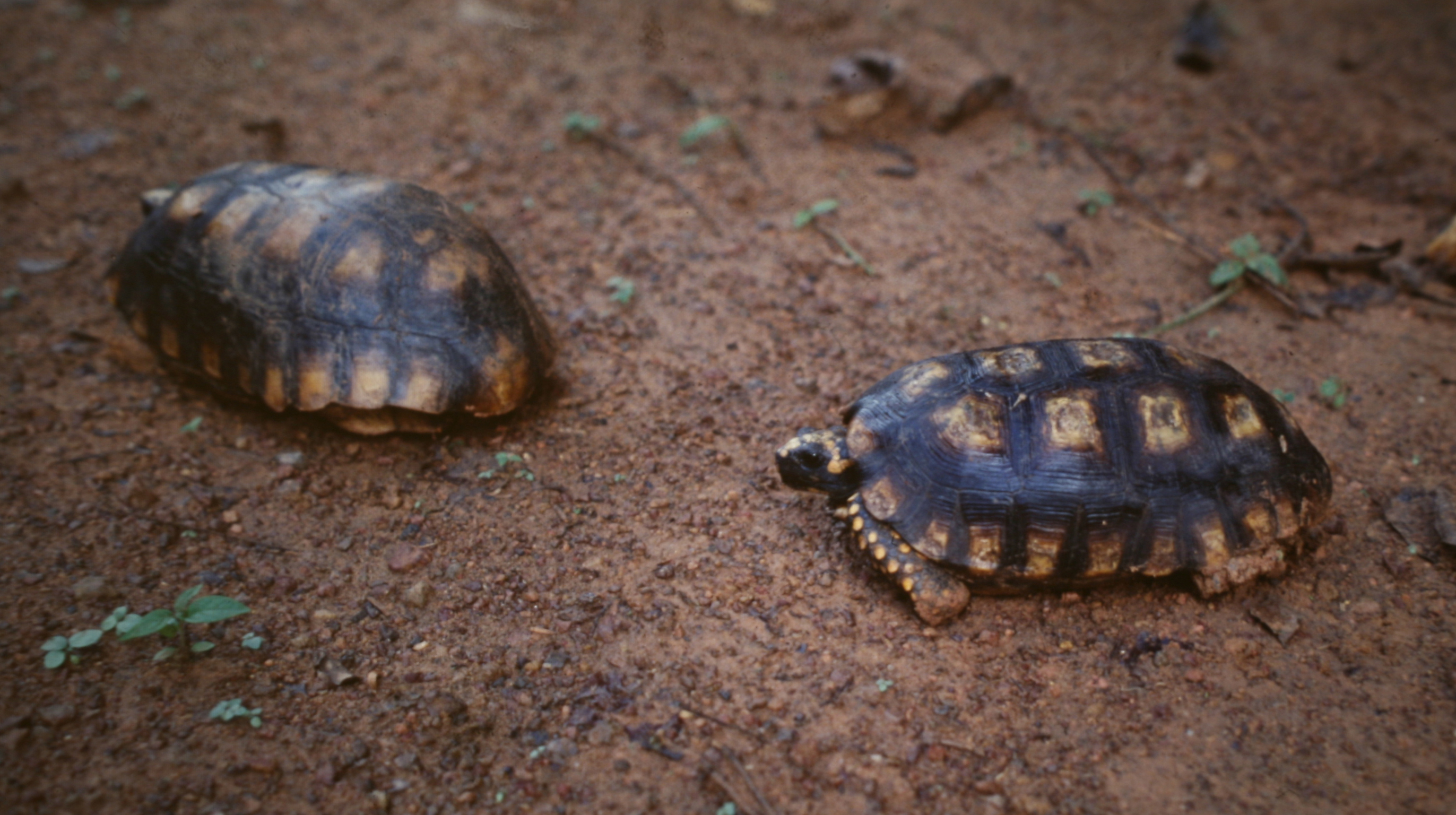
Pareja de tortugas de patas amarillas en Surinam.

En su hábitat natural tiene un amplio espectro de alimento disponible. Las hierbas, hojas y frutas tropicales son su fuente principal de alimento. Además comen caracoles, gusanos e insectos. En cautividad se alimentan de naranjas, manzanas, melones, escarola, col rizada, diente de león, plátano, ribwort, trébol, zanahoria rallada, insectos, gusanos, sepia, vitaminas de tortuga, flores comestibles y alfalfa. La tortuga de patas amarillas en la naturaleza llega a la madurez a los 8-10 años. La fecundidad de una hembra en general depende de su tamaño, cuanto más grandes son más los huevos que pueden producir. En promedio, una hembra puede producir unos 6-16 huevos por año, aunque algunas hembras no se pueden reproducir cada año. Los huevos tienen una cáscara frágil y se alargan esféricamente, y son de aproximadamente 3-6 cm de diámetro. El tamaño de los huevos aumenta con el tamaño del cuerpo de la tortuga. Los jóvenes son autosuficientes desde su nacimiento. La tortuga de patas amarillas puede vivir unos 50-60 años.

## Reproducción

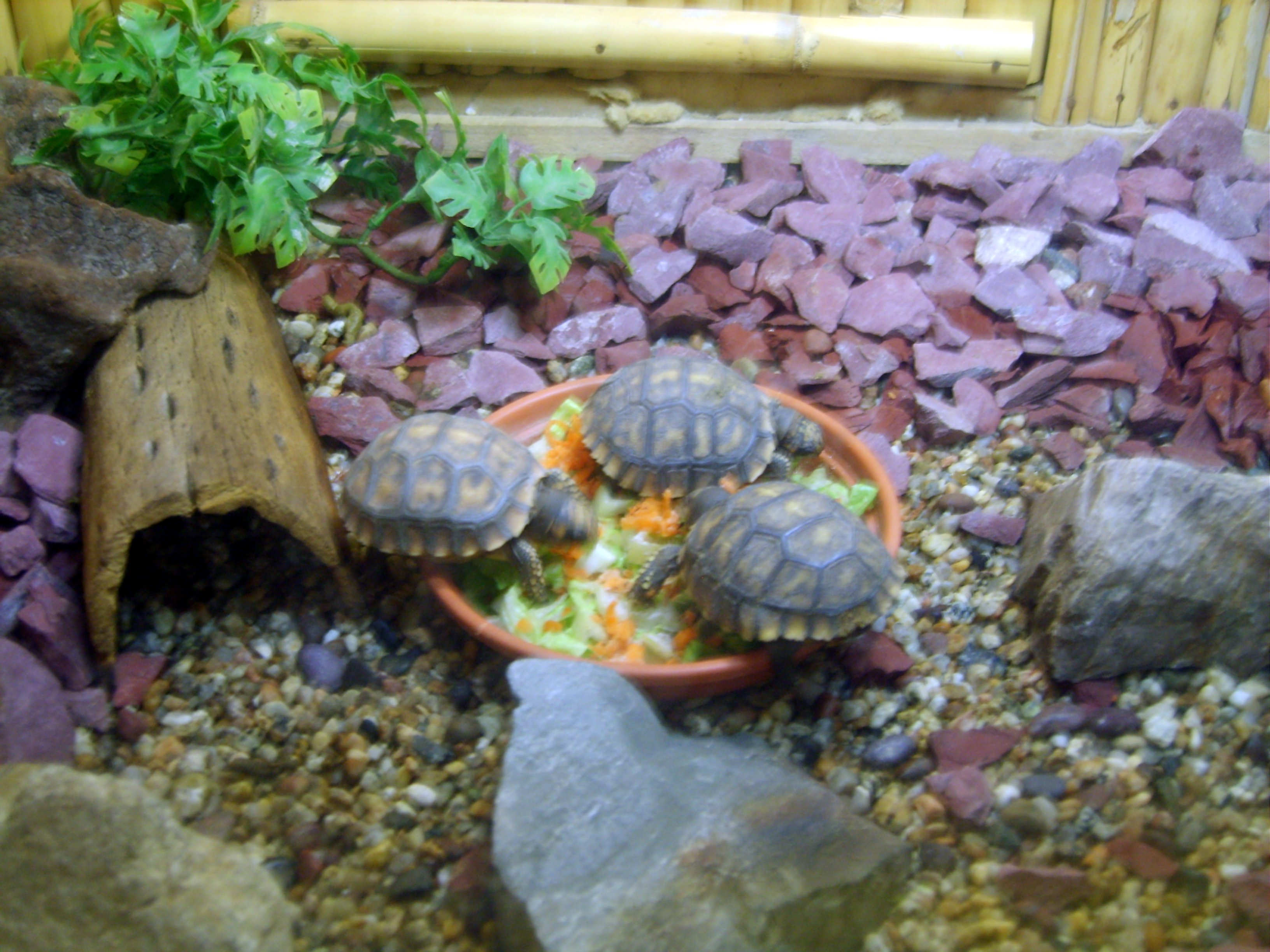
Tres tortugas de patas amarillas en un terrario.

Maduran sexualmente entre los 5 y 7 años de edad. El macho suele ser muy territorial frente a sus semejantes. Durante el apareamiento sigue a la hembra y la presiona con mordeduras y golpecitos, hasta conseguir que acepte el acoplamiento, tras el cual la hembra deposita 3-8 huevos, lo que pasa hasta 7 veces al año. Los huevos requieren de un período de incubación de alrededor de 4 a 5 meses, con una temperatura de 28 °C a 29 °C y con un alto grado de humedad. La reproducción está sincronizada con el inicio de la temporada de lluvias (de julio a septiembre), donde se observó un aumento general de la actividad. Los machos se identifican entre sí mediante un movimiento de la cabeza característico. Si no obtiene del otro un movimiento de la cabeza en respuesta, es la primera indicación de que la otra tortuga es una hembra. La experimentación científica y la observación también han indicado que la coloración de la cabeza debe ser la correcta. A continuación, hará olor la región cloacal de la tortuga hembra. La cópula en general sigue, aunque a veces hay un periodo de persecución. Durante el cortejo y la cópula el macho emite sonidos que suenan muy parecido al de un pollo. Los machos rivales se enfrentarán en un intento de anulación, pero ni los machos ni las hembras defienden un territorio, son considerados nómadas en sus movimientos. Los machos son más grandes que las hembras, se cree que con el combate el macho ha evolucionado más grande, porque los machos más grandes tienen una mejor oportunidad de ganar un combate y de conseguir el apareamiento con una hembra, por lo que pasa su mayor tamaño a sus descendientes. Las especies con machos más pequeños que las hembras evolucionaron en machos más pequeños porque son más móviles y pueden aparearse con un gran número de hembras, y eso se transmitió en sus genes. 

## Conservación

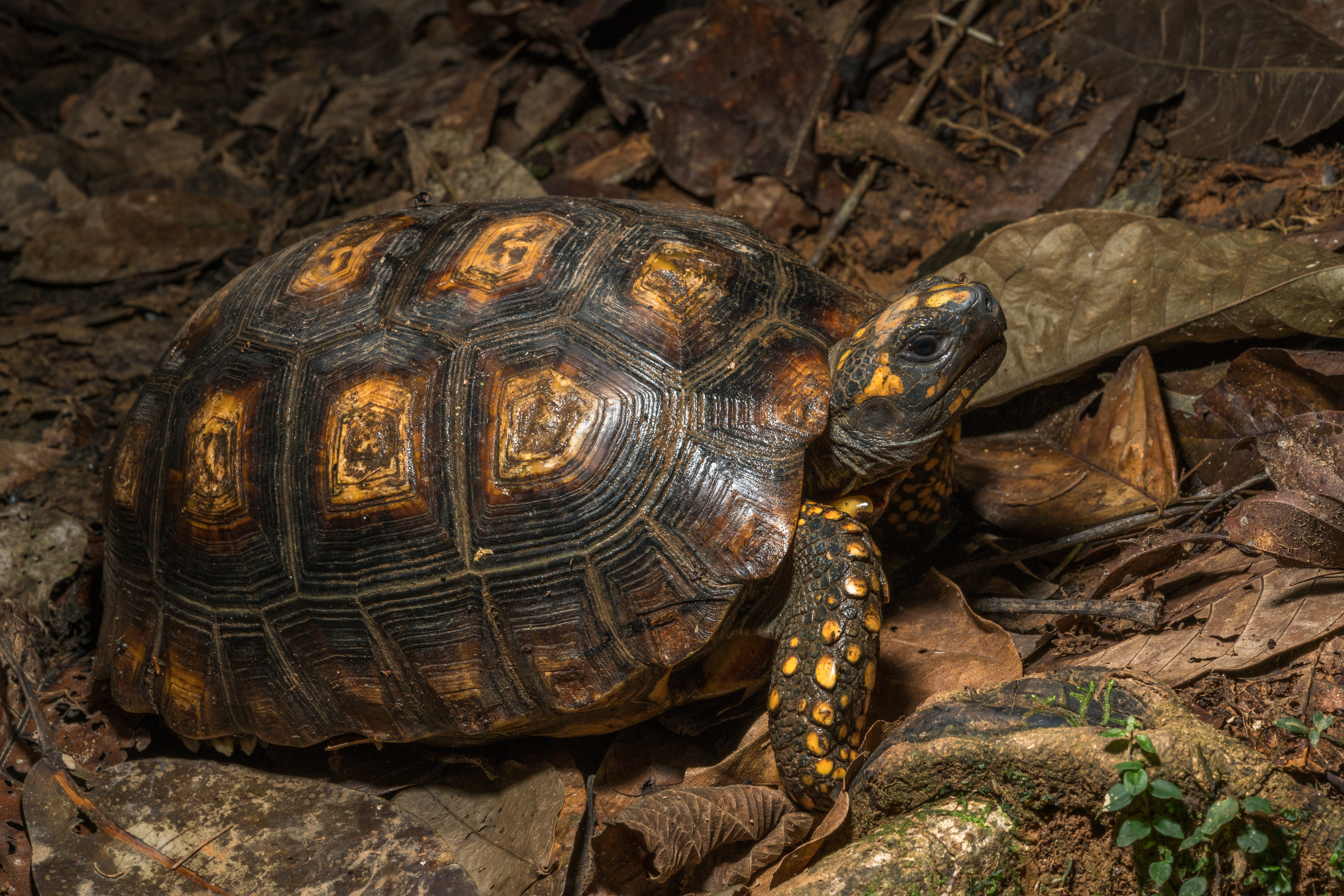
Tortuga de patas amarillas en el sotobosque.

Como con muchas otras especies tropicales en la Amazonia la tortuga se utiliza como ingrediente principal de diversos platos de los pueblos indígenas, y es posible encontrar su carne a la venta en mercados de ciudades amazónicas. Su estado de conservación es vulnerable. En Perú no se recomienda adquirir tortugas vivas o su carne en los mercados, ya que han sido extraídas de su hábitat natural, ya que no hay viveros para estos animales. Asimismo, está prohibido su transporte y su comercialización en el país y su salida al exterior. La tortuga de patas amarillas es una especie vulnerable. Las poblaciones principales se encuentran en América del Sur, y están protegidas por el Convenio sobre el Comercio Internacional de Especies Amenazadas, (CITES), en el Apéndice II. Al igual que con muchas especies de tortugas, muchas de ellas acaban como alimento en los mercados locales. 